# Hylozoïsme
Hylozoïsme (van Oudgrieks: ὕλη, húlē: materie en ζωή, zōḗ: leven) is de filosofische opvatting die stelt dat alle materie in zekere zin levend is en dat er geen onderscheid tussen materie en geest getrokken kan worden. In die zin is het verwant met het panpsychisme. De opvatting gaat terug op de school van Milete, maar de term 'hylozoïsme' werd voor het eerst (in het Engels) geïntroduceerd (hylozoism) door Ralph Cudworth in 1678. Het werd oorspronkelijk door Cudworth gebruikt als alternatieve oplossing voor het lichaam-geestprobleem. Het staat dus in contrast met het dualisme, het materialisme of het hylomorfisme van Aristoteles).

## Onderscheid met verwante theorieën
Het hylozoïsme is als opvatting soms moeilijk te onderscheiden van verwante theorieën zoals het panpsychisme, het vitalisme of het animisme. Het verschil tussen hylozoïsme en panpsychisme is dat het panpsychisme stelt dat alle materie ook psychische aspecten heeft, zoals bewustzijn of ervaringen, terwijl het hylozoïsme enkel 'leven' toeschrijft aan materie. Het verschil tussen 'leven' en 'psychische eigenschappen' was echter voor de vroegste vertegenwoordigers van deze theorie, zoals Thales van Milete, niet altijd even strikt. Panpsychisme is dan ook toepasselijker voor latere filosofen, zoals Gottfried Leibniz. De opvatting van het vitalisme vertrekt van de idee dat het leven niet kan begrepen worden door enkel beroep te doen op mechanistische natuurwetten. Er is een extra element nodig, een levenskracht. In die zin beweert het niet (noodzakelijk) dat alle dingen in de wereld doordrongen zijn van deze kracht, enkel dat dit het geval is bij levende organismen. Animisme is dan weer de opvatting dat het bepaalde gepersonaliseerde zielen zijn die de materie in deze wereld bewonen.

## Geschiedenis en vertegenwoordigers
Verscheidene Griekse filosofen verdedigden een vorm van het hylozoïsme in hun filosofie door aan de materie rondom hen een bepaalde vorm van 'leven' toe te schrijven. Zowel Thales van Milete, Anaximenes als Heraclitus schreven elk een vorm van leven toe aan materiële objecten en de Stoa geloofden dat er een 'wereldziel' bestond die het hele universum doordrong.
In de renaissance herleefde het hylozoïsme in de werken van Bernardino Telesio, Paracelsus, Girolamo Cardano en Giordano Bruno. Bruno, bijvoorbeeld, verdedigde een vorm van christelijk pantheïsme dat later werd veroordeeld door de Rooms-Katholieke Kerk.
In Engeland doken er ook vormen van hylozoïsme op, namelijk in het werk van de platonisten van Cambridge. Zowel bij Henry More als bij Ralph Cudworth volgde het hylozoïsme uit een vorm van platoons idealisme gecombineerd met christelijke elementen. Hierin werd een goddelijke levenskracht gezien als het vormende principe van de wereld. Cudworth echter bestreed ook bepaalde vormen van hylozoïsme, zoals hij dat bijvoorbeeld bij Strato van Lampsacus en Thomas Hobbes gemanifesteerd zag omdat deze zouden leiden tot atheïsme. Ook in werk van Baruch Spinoza zijn hylozoïstische tendensen te onderkennen.
In het derde hoofdstuk van Kritik der reinen Vernunft (1783) en in Metaphysische Anfangsgründe der Naturwissenschaften (1786) werkt Immanuel Kant ook een reeks argumenten uit die het hylozoïsme zouden moeten weerleggen. Tegelijkertijd echter dook het hylozoïsme weer op in het werk van een reeks filosofen als tegengewicht tegen het sterke mechanistisch en materialistisch wereldbeeld. Voorbeelden hiervan zijn Herbert Spencer, Hermann Lotze en Ernst Haeckel. In Die Lebenswunder (1905) typeert Haeckel zichzelf expliciet als hylozoïst.
Hiernaast duikt het hylozoïsme ook nog op in meer mystieke en esoterische kringen en stromingen zoals de theosofie. Voorbeelden hiervan zijn Charles Webster Leadbeater, George Gurdjieff, Helena Blavatsky, Alice Bailey en Ken Wilber.